# Oniscus asellus
Oniscus asellus là một loài động vật chân đều phân bố ở Bỉ và Hà Lan trong lớp Malacostraca.
Oniscus asellus là loài mối gỗ phổ biến nhất ở quần đảo Anh, cả về mặt địa lý và sinh thái. Nó không được biết đến từ vùng Địa Trung Hải, mà là phổ biến rộng rãi ở miền Bắc và Tây Âu, tại miền đông Ukraina, cũng như Azores và Madeira, nó cũng đã được du nhập rộng rãi ở châu Mỹ.

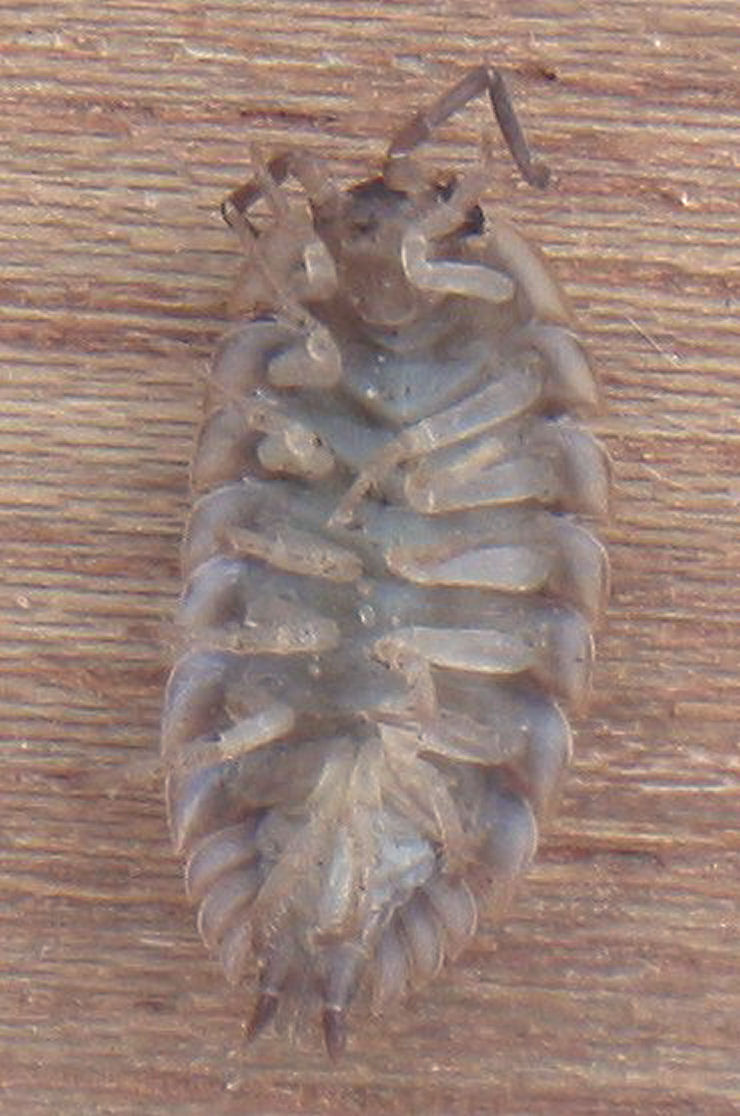
Oniscus asellus